# Croyances berbères

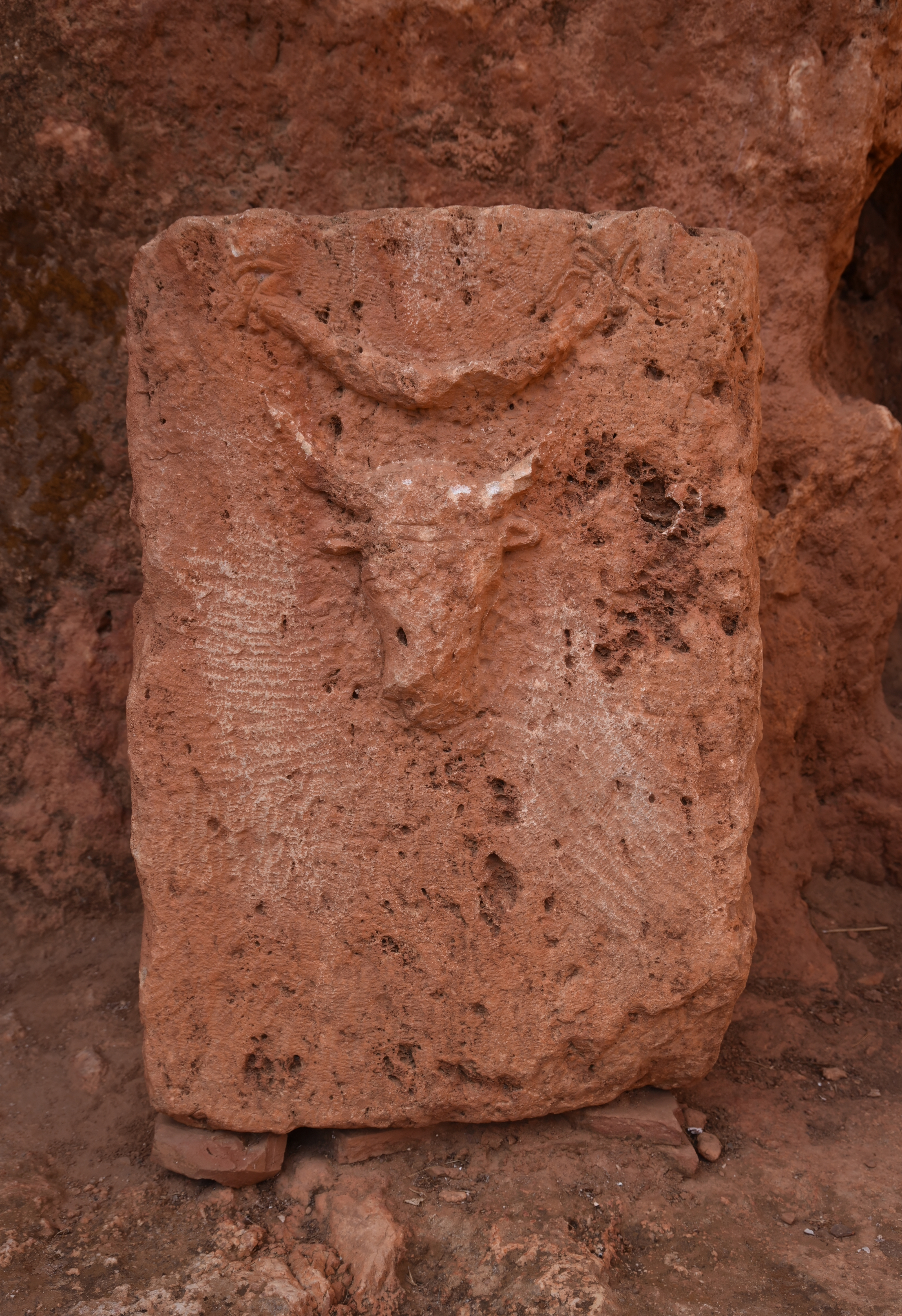
Symbole de dieu Gurzil sur un tombeau à Tiddis

Les croyances berbères, ou mythologie berbère, ou religion libyque,, concernent les premières croyances des Berbères, en Afrique du Nord-Ouest. Celles-ci sont antérieures à l'arrivée dans la région de la religion punique et des religions abrahamiques. Elles sont quelque peu influencées par, et ont elles-mêmes influencé les croyances des autres peuples de la région : Égyptiens, Grecs, Romains, Phéniciens, Carthaginois.

## Liste des principales Divinités berbères
| Nom de Divinité                               | Divinité de                     | Lieux de Culte                |
| --------------------------------------------- | ------------------------------- | ----------------------------- |
| Ammon                                         | Monde souterrain, Ciel.         | Tout le Nord de l'Afrique     |
| Tanit                                         | Guerre, Civilization, Fertilié. | Algérie,Tunisie, Libye        |
| Gurzil                                        | Guerre.                         | Algérie,Tunisie, Libye, Maroc |
| Anzar                                         | Ciel, Eau, Pluie                | Maroc, Algérie                |
| Africa                                        | Fertilité, Grottes              | Algérie,Tunisie, Libye        |
| Atlas                                         | Montagnes, Endurance            | Algérie,Tunisie, Libye, Maroc |
| Nanna Tala,                                   | Fertilité                       | Algérie,Tunisie, Libye        |
| Tafukt                                        | Soleil                          | Algérie,Tunisie, Libye, Maroc |
| Ayyur                                         | Lune                            | Algérie,Tunisie, Libye, Maroc |
| Sinefere (Canapphari)                         | Guerre                          | Algérie,Tunisie, Maroc        |
| Fudina (Vihinam)                              | Accouchement                    | Algérie,Tunisie               |
| Lilleo (de berbère Lilu "brillant", "propre") | Hygiène                         | Algérie,Tunisie               |
| Macvrgvm (de berbère MKR "Mokran = grand")    | dieu guérisseur, Serpents       | Algérie,Tunisie, Libye        |
| Draco                                         | Serpents                        | Algérie,Tunisie               |
| Tisianes/Titanes                              | divinités des tisanes           | Algérie,Tunisie, Libye        |
| Settut                                        | Divinité de magie               | Algérie,Tunisie, Libye, Maroc |

## Le Panthéon

### Culte du soleil et de la lune
Selon Hérodote, tous les anciens Berbères vénéraient la lune et le soleil (Tafukt en tamazight) et ne leur offraient des sacrifices qu'à eux seuls. En berbère, la lune (Ayyur en tamazight) et le dieu de la lune portent le même nom dans la langue.
Massinissa, le premier roi de la Numidie, rendait souvent hommage au dieu du soleil Apollon en 179 av. J.-C. dans son temple à Délos, lieu de naissance supposé d'Apollon et de sa sœur jumelle Artémis (la déesse de la lune), pour lequel il reçut une couronne d'or des habitants de l'île grecque de Délos.
Quand je (Scipion) fus présenté à lui, le vieillard (Massinissa, roi de Massyle) m'embrassa, versa des larmes, puis, levant les yeux au ciel, s'écria : Je te remercie, ô Soleil suprême, et vous aussi, vous autres êtres célestes, de ce qu'avant de quitter cette vie je vois dans mon royaume et dans mon palais, Publius Cornelius Scipio.
Cicéron (105-43 av. J.-C.) rapporte ce culte dans De la République (Le Songe de Scipion) : 
D'autres auteurs, tels qu'Apulée ou Augustin d'Hippone, mentionnent que le culte du soleil a persisté jusqu'au premier millénaire, et le saint copte du VIIe siècle Samuel le Confesseur semble avoir souffert de persécutions de la part des Berbères adorateurs du soleil, qui tentèrent en vain de le contraindre à adorer l'astre solaire.
Des inscriptions latines trouvées en Afrique du Nord dédiées au dieu soleil incluent notamment une inscription trouvée à Souk Ahras (ville natale d'Augustin, Thagaste en Algérie) portant l'inscription "Solo Deo Invicto".La culture mégalithique a pu faire partie d'un culte des morts ou d'un culte des Astrolâtrie.

### Le culte du Bélier

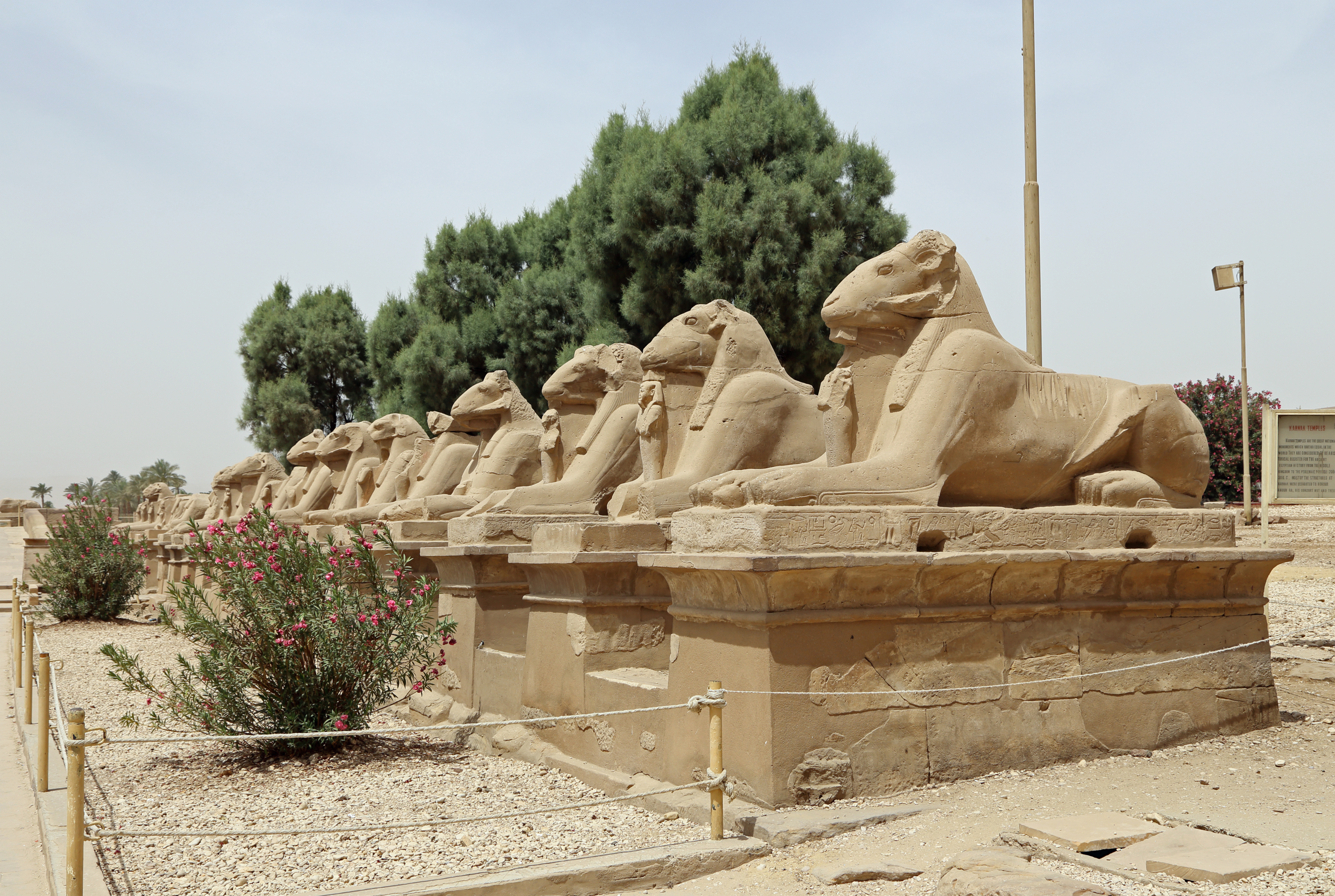
Sphynx à tête de bélier ou Coriosphynx (symbole de vénération d'Ammon)

Depuis l'Antiquité, les anciens Libyens (ancêtres des Berbères contemporains) vouaient un culte au dieu Ammon, le dieu-bélier, adoré par les Égyptiens mais aussi par les Libyens, qui pratiquaient le culte du bélier. Selon Hérodote et Pausanias, le culte avait une origine berbère et s'est ensuite répandu en Égypte puis en Grèce, probablement via la colonie grecque de Cyrène.Dans l'oasis de Siwa, située à l'ouest de l'Égypte, il restait un oracle solitaire d'Ammon près du désert de Libye.
Ammon était une divinité libyenne, dont l'oracle était situé dans l'oasis de Siwa. Siwa était trop éloignée et trop isolée pour faire partie intégrante du royaume égyptien, mais il pouvait y avoir un contrôle indirect. L'oasis était également appelée Ammon; les habitants appelaient le dieu de l'oracle "Ammon de Siwa, seigneur du bon conseil". Le fait que le site était difficile d'accès devait contribuer à l'impression qu'un oracle d'Ammon était quelque chose de spécial – et donc fiable.
Dans l'oasis de Siwa, située dans l'ouest de l'Égypte, subsistait un oracle solitaire d'Ammon près du Désert Libyen. Le culte d'Ammon fut introduit en Grèce tôt, probablement via la colonie grecque de Cyrène, qui aurait établi une connexion avec le grand oracle d'Ammon dans l'oasis peu après sa création. Iarbas, un roi mythologique de Libye, était aussi considéré comme un fils d'Ammon. Le culte libyen du bélier était répandu dans l'Antiquité libyenne, ce qui explique le symbole célèbre de cette divinité en Égypte antique (le Sphynx à tête de bélier ou le Coriosphynx).
Le mot Ammon est morphologiquement lié au mot amazigh Amman (qui signifie eau ou eaux) car il est pluriel et n'a pas de forme singulière, la voyelle au début du mot est caractéristique à la fois de la langue amazigh et de l'égyptien ancien puisque les deux langues dérivent du même groupe linguistique afro-asiatique, certains mots dérivés de la racine "a m n" incluent également un autre mot amazigh, thammen (qui signifie miel), qui est un aliment nutritionnel important pour les Amazighs. associe souvent à leurs croyances une manière d'invoquer l'honneur de la divinité Ammon pour ses bénédictions sur eux, le groupe humain appelé "Amuniyyun" (Ceux qui appartiennent à Ammon),,
Dans les croyances berbères, le mouton était donc un animal sacré. Dans le discours de Athanase d'Alexandrie contre les Gentils (§ 14), il est dit que, chez les populations libyques (berbères), Ammon et la brebis se nommait autrefois amen et qu'ils étaient vénérées comme une divinité. Iarbas, un roi de Numidie qui vendit à Didon la terre sur laquelle elle fonda Carthage, était également considéré comme un fils d'Ammon.
On pense également que l'épouse d'Ammon, Ament, est originaire de Libye. Elle est la déesse des enfers. Amentet (qui signifie « le pays du soleil couchant» ou « l'ouest » signifiant "La Libye") est le lieu où les morts attendent l'arrivée de Râ.

### Culte d'une déesse guerrière

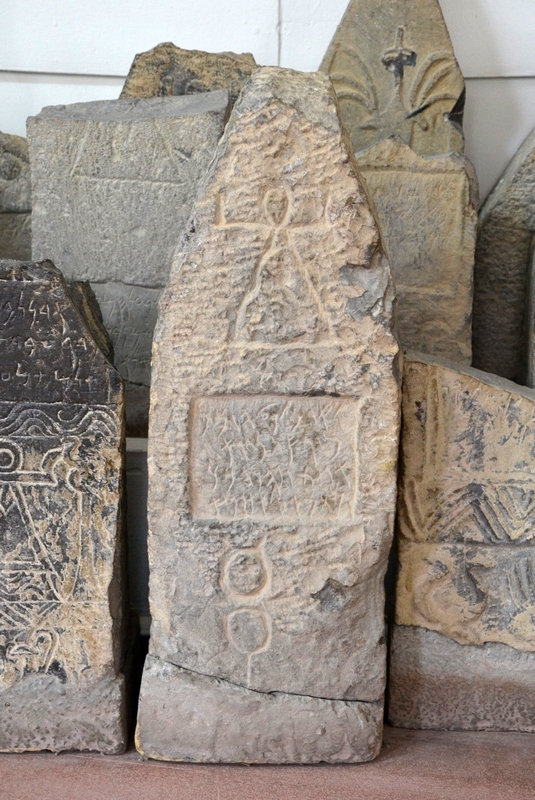
Stèles funéraires portant le signe de Tannit ont été retrouvées à Cirta, en Algérie et sont exposées au musée du Louvre.

Le culte ancien de Tanit ou Nit (qui a influencé les Égyptiens anciens à travers la déesse Neith, et les Hellènes à travers la déesse Athéna) est à rapprocher avec un culte de guerre. Le culte antique de Neith (Ha-nit) (ou Nit, ou Tinnit) a influencé les anciens Égyptiens avec leur déesse Neith, et les Hellènes avec leur déesse Athéna à travers le culte berbère de la guerre, et était une divinité importée de Libye qui était largement vénérée en 6000 avant J.-C. à Saïs (nom archaïque : Ha-Nit) par la population libyenne habitant Saïs, un temple très célèbre de Neith a été établi dans cette ville par la première dynastie locale. Neith est le prédécesseur direct d'Athéna comme suit :
Au-dessus du Céramique et du portique appelé Portique du Roi se trouve le temple d'Héphaïstos. Je n'ai pas été étonné de voir à côté de lui une statue d'Athéna, car je connaissais l'histoire d'Erikthonios. Mais quand j'ai vu que la statue d'Athéna avait les yeux bleus, j'ai découvert que la légende à leur sujet était libyenne. En effet, les Libyens ont un dicton selon lequel la déesse est la fille de Poséidon et du lac Tritonis, et pour cette raison elle a les yeux bleus comme Poséidon.

— Pausanias, Description de la Grèce
Les Amazones libyennes ont sans doute perpétué ce culte car les Amazones libyennes seraient aussi à l'origine du culte du dieu des eaux Neptune (d'origine libyenne, équivalent de Poséidon), et de sa femme Athéné, ce qui explique pourquoi ils sont aussi le dieu et la déesse des chevaux. Le culte de la Minerve, assimilée à la déesse grecque Athéné, fut imposé par les Amazones de Libye à Troie et en Grèce, et resta dans la ville de Tenæ au sud de Sfax et Kertene, et les Romains l'appellent "Cartennae" (Tenes).
Il existe plus sûrement une Kertene / "Cartennae" à l'origine de la ville de Ténès (wilaya de Chlef, Algérie) et un Cap Ténès.
Selon la mythologie, Athéna serait née dans le lac Tritonis en Afrique du Nord (aujourd'hui l'Algérie et la Tunisie), c'est pourquoi on lui a donné l'épithète de Tritogeneia.

Selon la mythologie, Athéna serait née dans le lac Tritonis en Afrique du Nord (aujourd'hui l'Algérie et la Tunisie), c'est pourquoi on lui a donné l'épithète Tritogeneia.
"Ils célèbrent une fête annuelle d'Athéna, où leurs jeunes filles sont séparées en deux bandes et se battent entre elles avec des pierres et des bâtons, honorant ainsi (dit-on) à la manière de leurs ancêtres cette déesse indigène que nous appelons Athéna. « Quant à Athéna, ils disent qu'elle était la fille de Poséidon et du lac Tritonien !" 

—Hérodote
Dans une version de l'histoire, elle est la fille de Poséidon et de Tritonis, une nymphe lacustre libyenne, et comme l'ajoute la même source, après un désaccord avec son père, elle s'est donnée à Zeus, qui en a fait sa propre fille, ce qui explique pourquoi tous deux sont considérés comme des dieux des chevaux.
Dans son dialogue Timée, le philosophe grec Platon fait affirmer à Critias que Neith est le nom égyptien d'Athéna.

### La culture mégalithique
Les tombes des premiers peuples et de leurs ancêtres indiquent que les Berbères et leurs ancêtres (les Capsiens et les Ibéro-Maurésiens) croyaient en une vie après la mort. Les peuples préhistoriques du nord-ouest de l’Afrique enterraient les corps dans de petits trous. Lorsqu’ils se rendirent compte que les corps enterrés dans des trous non sécurisés étaient déterrés par des animaux sauvages, ils commencèrent à les enterrer dans des trous plus profonds. Plus tard, ils enterrèrent les morts dans des grottes, des tumulus, des tombes creusées dans la roche, des monticules et d’autres types de tombes
Certaines communautés berbères telles que les Guanches pratiquaient la momification. Les îles Canaries sont particulièrement connues pour leurs momies guanches. Contrairement à la majorité des Berbères du continent, les Berbères guanches momifiaient leurs morts. De plus, en 1958, le professeur Fabrizio Mori (1925-2010) de l’Université de Rome a découvert une momie libyenne à Uan Muhuggiag vieille d’environ 5 500 ans, soit environ mille ans de plus que toute momie égyptienne ancienne connue,.
Il existe plusieurs sites en Afrique du Nord, dont l’un des plus connus est le Cromlech de M'zora. Le monument de M'zora est composé de cercles de mégalithes entourant un tumulus. Le plus grand d'entre eux culmine à plus de cinq mètres de hauteur. Selon la légende, il s'agit de la tombe du mythique roi libyen Antée.

### Tombes et sites funéraires

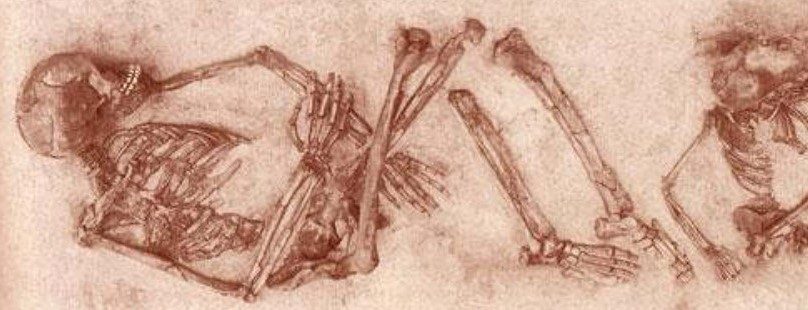
Squelettes d'une mère préhistorique et de son bébé enterrés dans un dolmen en Algérie.

Les recherches archéologiques sur les tombes préhistoriques du Maghreb montrent que les corps des morts étaient peints à l'ocre. Si cette pratique était connue des Ibéromaurusiens, cette culture semble avoir été principalement une industrie capsienne. Les morts étaient également parfois enterrés avec des coquilles d'œufs d'autruche, des bijoux et des armes. Les corps étaient généralement enterrés en position fœtale. En Afrique du Nord, en 13 000 avant J.-C., vivait l'homme ibéro-mauréen, les archéologues ont retracé leurs origines à la culture caspienne, une civilisation nord-africaine qui remonte à plus de 10 000 ans.
C'est une culture qui a dominé en Afrique du Nord, entre 13 000 avant J.-C. et la fondation de la Numidie, plusieurs sous-cultures ont émergé et évolué et toutes ont été appelées cultures mégalithiques, le mot mégalithique décrit une époque où d'anciens monuments ont été construits avant l'invention de l'écriture primitive en 3 200 avant J.-C. Les tombes mégalithiques (également appelées dolmens), étaient des monuments construits comme lieux de sépulture pour les anciens Berbères, les mégalithes sont d'énormes tombes souterraines pour enterrer les morts et ils se présentent sous plusieurs formes.

Il existe plus de 32 000 dolmens à travers l'Algérie, y compris par exemple sur les pentes du Djebel Mazela à Bounouara, le site de la nécropole de Sigus (qui comprend des dolmens, des menhirs et des cromlechs), ainsi que l'importante nécropole de Djelfa. La région qui présente la plus forte concentration de dolmens est celle de Roknia où plus de 3 000 monuments mégalithiques dans la nécropole s'étendent sur plusieurs kilomètres (à titre de comparaison, on en compte plus de 4 000 sur l'ensemble de la France) Ils sont présents en grand nombre dans l'est de l'Algérie et de la Tunisie et se caractérisent par leur plan quadrangulaire. 

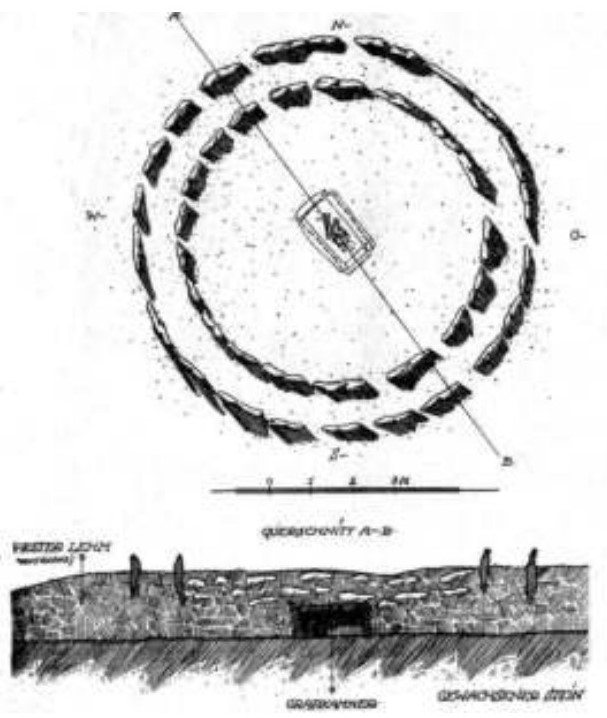
Dolmen de Béchar datant de 6000 av. J.-C., Algérie, avec une chambre funéraire construite à l'intérieur de la colline.
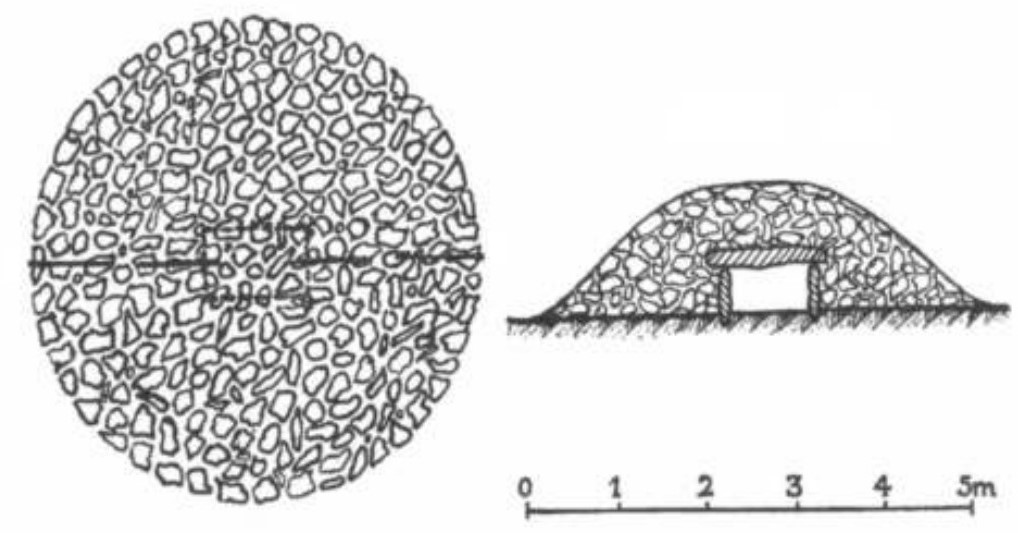
Dolmen à Aïn Séfra, Algérie datant de 7 100 av. J.-C.
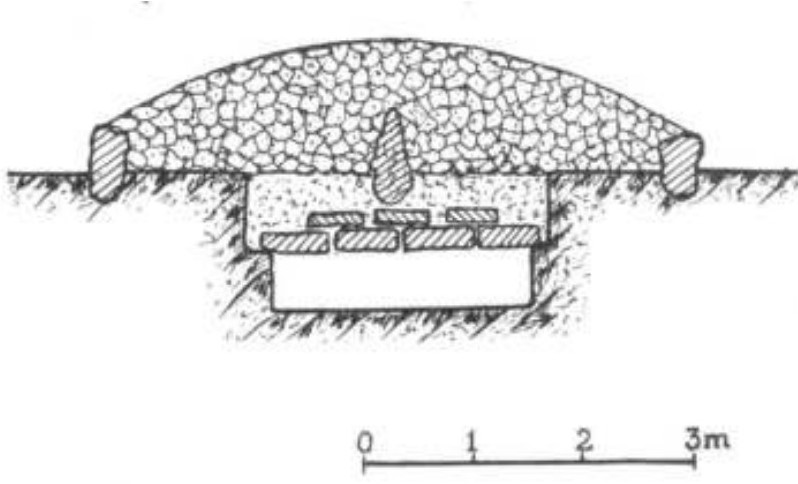
Dolmen découvert dans la région de Boghar à Médéa dans le centre de l'Algérie datant de 5 600 av. J.-C.
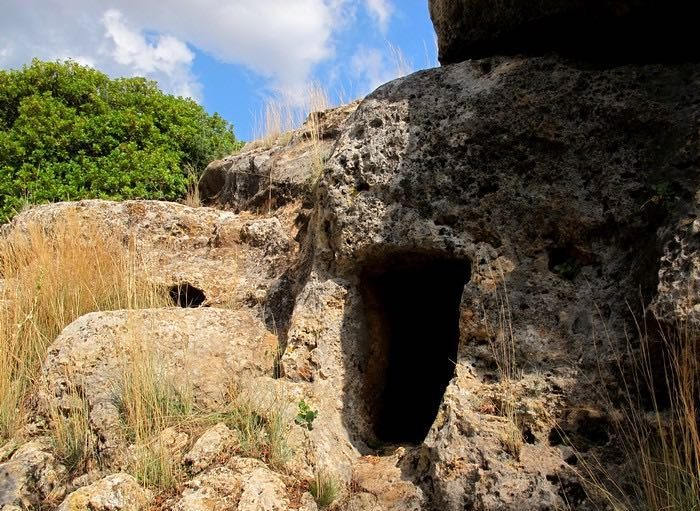
Dolmen découvert à Roknia datant de 10 000 av. J.-C.
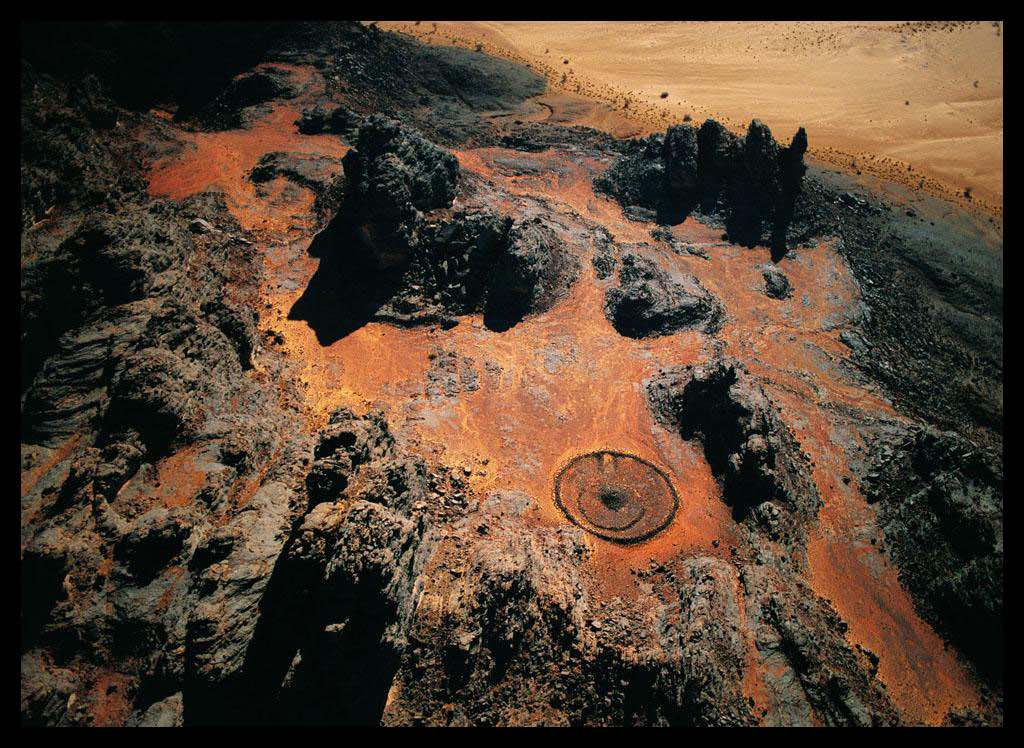
Dolmen de la sépulture du Tassili datant de 12 000 avant JC.

## Rapport à la mort

### Tombes et pratiques funéraires

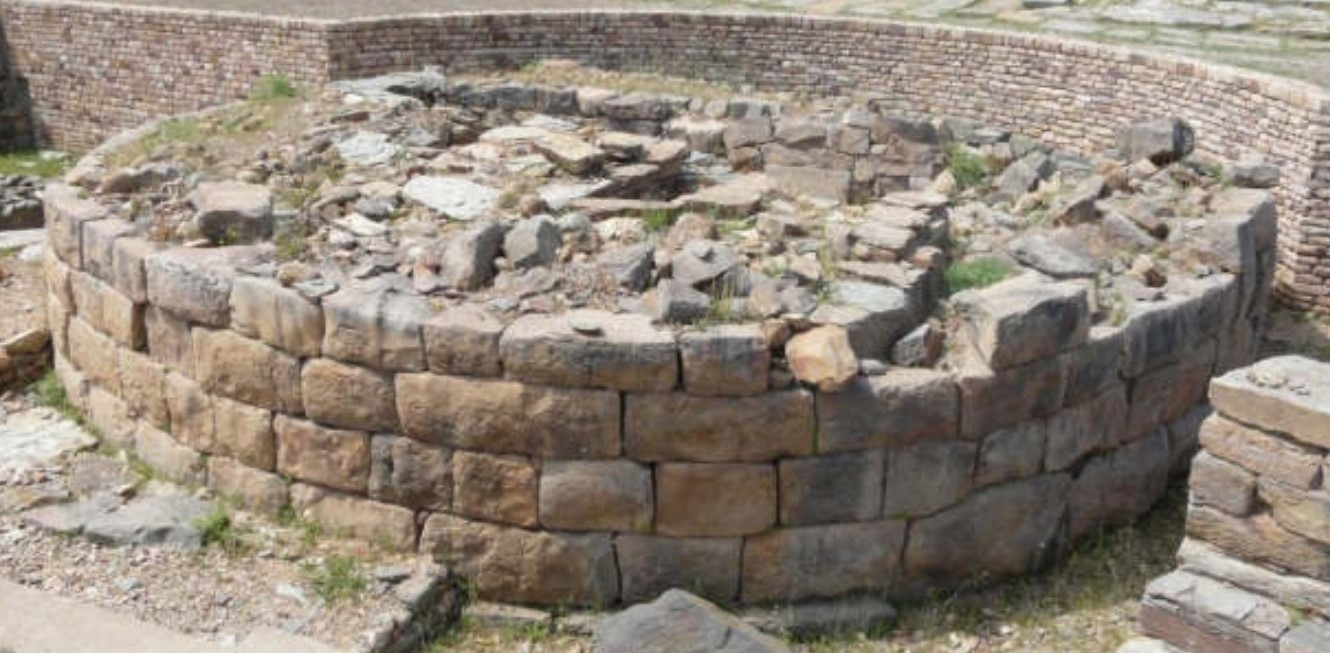
Bazina dicouvert en Sigus, à l'ouest de l'Algérie.

Après le développement de l'architecture en Afrique du Nord au début de l'histoire, les anciens Berbères ont commencé à considérer sérieusement les améliorations apportées aux dolmens, et des modèles de tombes plus réguliers et améliorés ont été inventés, connus sous le nom de Bazinas. Le terme bazina vient du mot berbère qui signifie tertre. Les bazinas sont construites en pierre sèche. Leur partie supérieure est souvent en forme de dôme ou de cône tronqué.
L'accès à la chambre funéraire est invisible. Le défunt est enterré à même le sol et recouvert par une structure funéraire en saillie. On trouve des bazinas dans les environs de Chellala et Tamda, en Algérie et dans le nord-ouest de la Tunisie, par exemple à Balta Bou Aouène, près de Bou Salem, ainsi que dans la région de Meknès au Maroc avec la bazina de Gour.
Ces tombes ont évolué à partir de structures primitives vers des structures beaucoup plus élaborées, telles que les tombes pyramidales disséminées dans toute l'Afrique du Nord. L'honneur d'être enterré dans une telle tombe semble avoir été réservé à ceux qui étaient les plus importants pour leurs communautés.
Ces tombes pyramidales ont attiré l'attention de certains chercheurs, comme Mohamed Chafik qui a écrit un livre discutant de l'histoire de plusieurs des tombes qui ont survécu jusqu'à l'époque moderne. Il a essayé de relier les tombes pyramidales berbères aux grandes pyramides égyptiennes sur la base des données étymologiques et historiques. Les pyramides berbères les plus connues sont la pyramide numide préromaine de 19 mètres du Medracen et la pyramide maurétanienne antique de 30 mètres. La pyramide numide de Tipaza est également connue sous le nom du Mosolée Royale (Tombeau de Juba et Sypax), mal traduit par les colons français comme Tombeau de la Chrétienne. Le tombeau abrite les tombes du roi Juba II et de la reine Cléopâtre Séléné II, les dirigeants de Maurétanie. La pyramide berbère la plus connue est celle de Medracen.

### Le culte des morts
Le culte des morts chez les Berbères était différent de celui des autres peuples antiques. Pomponius Mela rapporte que les Auguléens divinisaient et vénéraient leurs ancêtres. Lorsqu'ils les invoquaient afin de leur demander quelque chose, ils dormaient dans leurs tombes pour que leur réponse arrive durant le sommeil.
Hérodote remarque la même pratique parmi les Nasamons, habitant autour de Syrte et Augila : « Voici leur manière de faire des serments et d'exercer la divination. Ils posent la main sur le tombeau des hommes qui parmi eux ont la réputation d'avoir été les plus justes et qui sont considérés comme ayant été des gens de bien, et jurent par eux. Pour exercer la divination, ils se rendent aux tombeaux de leurs ancêtres ; ils y font leurs prières, et y dorment ensuite. Si, pendant leur sommeil, ils ont quelque songe, ils en font usage dans leur conduite. »

## Pratique du sacrifice
Concernant la Numidie, à N'Gaous dans les Aurès, plusieurs stèles africaines (Molchornor « sacrifice d'un agneau » ou stèles de Saturne avec mention d'un sacrifice particulier) ont été trouvées par les chercheurs et signalées par les historiens.

## Autres Divinités Berbères
| Nom de Divinité                     | Divinité de                                                                         | Lieu de culte                                                                            |
| ----------------------------------- | ----------------------------------------------------------------------------------- | ---------------------------------------------------------------------------------------- |
| Abbadir                             | (Altérnatve de Baal Hammon ?)                                                       | Manliana                                                                                 |
| Aenon                               | ?                                                                                   | Avedda (Henchir Bedd) Medjez El Bab                                                      |
| Avislava (berbère AWL)              | Fertilité                                                                           | Bavares, Pomaria (Tlemcen), Ain Khial, Volubilis                                         |
| Avzivs                              | Genus                                                                               | Aumale (Sour el-Ghozlan)                                                                 |
| Bacax                               | Grottes                                                                             | Constantine (Montagnes Taya and Chettaba), Guelma                                        |
| Baldir/Baliddir                     | Agriculture de récolte (aire de battage                                             | Sigus,Bir Tlelsa, Guelaat bou Sba, Cirta                                                 |
| Bonchor                             | Guerre de defense                                                                   | Vaga                                                                                     |
| Boccuri                             | Ce nom rappelle celui du pharaon libyen de Tanis que les Grecs appelèrent Bocchoris | Vaga                                                                                     |
| Canapphari (Sinefere)               | Guerre                                                                              | Tripoli                                                                                  |
| Slug                                | ?                                                                                   | Madauros (Africa Proconsularis)                                                          |
| Cillenus                            | Message                                                                             | Timgad                                                                                   |
| Damio                               | Agriculture                                                                         | Madauros (Africa Proconsularis), Thugga                                                  |
| Draco                               | Serpents                                                                            | Caesarea, Cirta, Ain Guellaa (Thignica), Numluli (Africa Proconsularis), Aquae Flavianae |
| Fudina                              | Accouchement                                                                        | Henchir Ramdan (Africa Proconsularis)                                                    |
| Gda                                 | Grottes                                                                             | Phua (Numidie), Constantine (Chettaba Montagne)                                          |
| Haos                                | ?                                                                                   | Ksiba                                                                                    |
| Iemsal                              | Liée à Hiempsal I                                                                   | Tiklat (Mauretania Caesarensis)                                                          |
| Ieru (Ayyur)                        | La lune (Ayyur), Grottes (Liée au Gda et Bacax)                                     | Guechguech (Numidie)                                                                     |
| Iesdan                              | ?                                                                                   | Magifa (Ksar el-boum)                                                                    |
| Ingirozoglezim                      | Genus                                                                               | Vanisnesi (Hassnaoua)                                                                    |
| Iocolon                             | Genus                                                                               | Naraggara (Sidi Youssef (Kerkennah))                                                     |
| Iuba                                | Enfant de Jupiter                                                                   | Vanisnesi (Hassnaoua)                                                                    |
| Irsiti                              | Depiction de Herakles                                                               | Aïn Reggada (Algérie)                                                                    |
| Ivnam                               | Dioscures, Chevaux (Divinité équestre)                                              | Vaga                                                                                     |
| Maevii                              | ?                                                                                   | Tébessa                                                                                  |
| Macvrtam/Vacurtum (De berbère MKRD) | Chevaux (Divinité équestre)                                                         | Henchir Ramdan                                                                           |
| Masgav                              | ?                                                                                   | Dougga, Altava                                                                           |
| Masi                                | Massinissa divinisé ??                                                              | Abizar                                                                                   |
| Masiden                             | ?                                                                                   | Magifa (Ksar el Boum)                                                                    |
| Masiddice                           | ?                                                                                   | Magifa (Ksar el Boum)                                                                    |
| Mastiman                            | Relié au Pluton                                                                     | Tripoli                                                                                  |
| Mathamodis                          | Prêtresse                                                                           | Mascula (Khenchla)                                                                       |
| Matilam                             | Dieu de sacrifice des moutons                                                       | Vaga                                                                                     |
| Midmanim                            | ?                                                                                   | Caesarea                                                                                 |
| Monna (nom berbère Monn)            | ?                                                                                   | Tignica                                                                                  |
| Montivs                             | Deité des mongtagnes                                                                | Timgad                                                                                   |
| Motmanio                            | Relié au Mercure                                                                    | Lambaesis                                                                                |
| Sesase                              | Genus                                                                               | Thuburnica                                                                               |
| Suggan                              | Deité d'un montagne de Numidie de sud (Mons Suggarem)                               | Magifa (Ksar el Boum), Chlef                                                             |
| Thililua                            | Forme féminine de Lilleo                                                            | Magifa (Ksar el Boum)                                                                    |
| Tisianes                            | divinités des tisanes                                                               | -                                                                                        |
| Vacurtum (Macurtum)                 | Chevaux (Divinité équestre)                                                         | Vaga                                                                                     |
| Vanammon                            | Alternative de 'Ammon'                                                              | Golas                                                                                    |
| Varriccala                          | Pluton                                                                              | Thabarca                                                                                 |
| Varsis (Sima)                       | ?                                                                                   | Vaga                                                                                     |
| Varsissima                          | Diéesse de guerre                                                                   | Vaga                                                                                     |
| Vihinam                             | Accouchement                                                                        | Vaga                                                                                     |

## Célébrations

### Festival de Thafsuth
En Algérie, un festival annuel en l'honneur du dieu soleil Tafukt et de sa femme Africa, déesse de la fertilité et de la terre, est encore célébré de nos jours. Ce festival, communément appelé chez les Chaouis "Chaw Rbiaa ou Thafsuth (Printemps en tamazight)", est fêsté dans toute l'Algérie, jusqu'à Tamanrasset, où il est connu sous le nom de "Tafsit". Il est marqué par des courses de chevaux dans le nord et de chameaux dans le sud, ainsi que par des pique-niques en pleine nature. Les plats préparés incluent le couscous, le pain plat Aghrum ou Kesra et des biscuits aux dattes appelés Tamina (en tamazight : ⵟⴰⵎⵢⵏⴰ, en arabe algérien : طمينة الغرس), également connus sous le nom de Rfiss. Le Aghrum et la Tamina sont façonnés en forme de soleil pour symboliser le dieu, tandis que les célèbres biscuits Makrout et Mbardja sont confectionnés en forme de losange, symbolisant la beauté, l'agilité  et la fertilité .Protection contre le mauvais œil. la fête est largement célébrée en donnant aux enfants des paniers appelés Tola'a « En tamazight : ⵟⵓⵍⴰⵄⴰ » remplis de ces aliments et de bonbons et d'autres bibelots et la variété des aliments impliqués dans la fête représente les plats traditionnels berbères nationaux les plus connus d'Algérie.

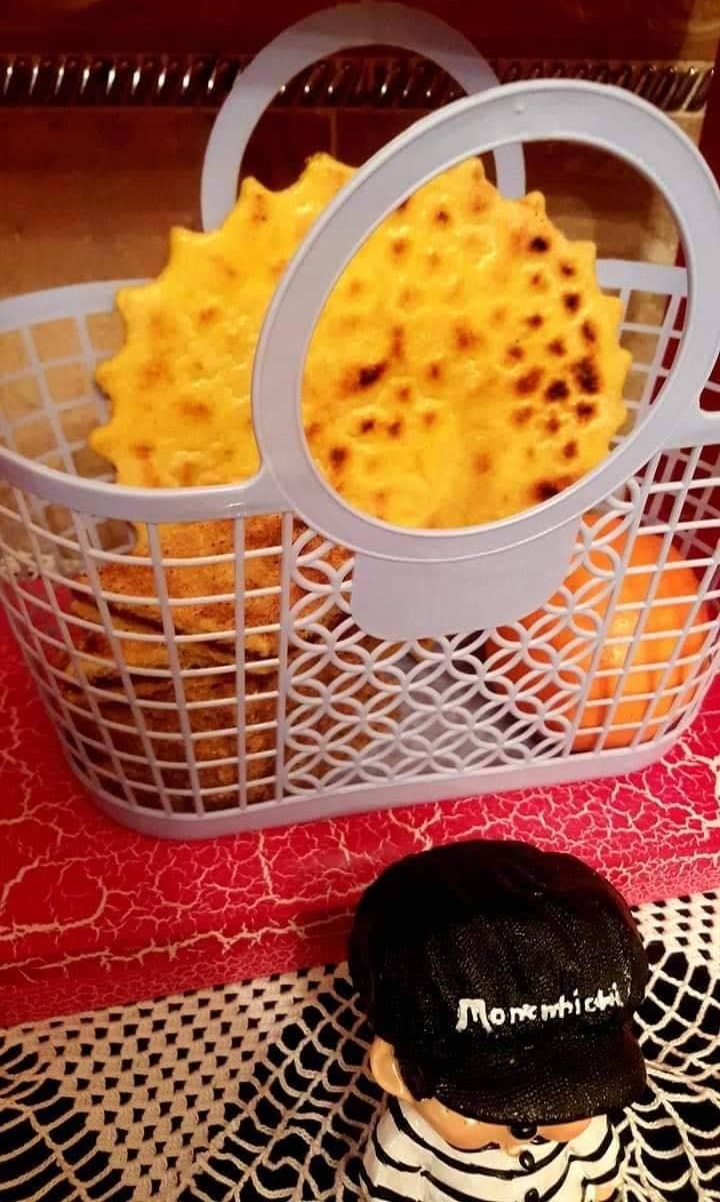
Chaw Rbiaa bouquet 'Tola'a' avec du Kesra pour Thafsuth.
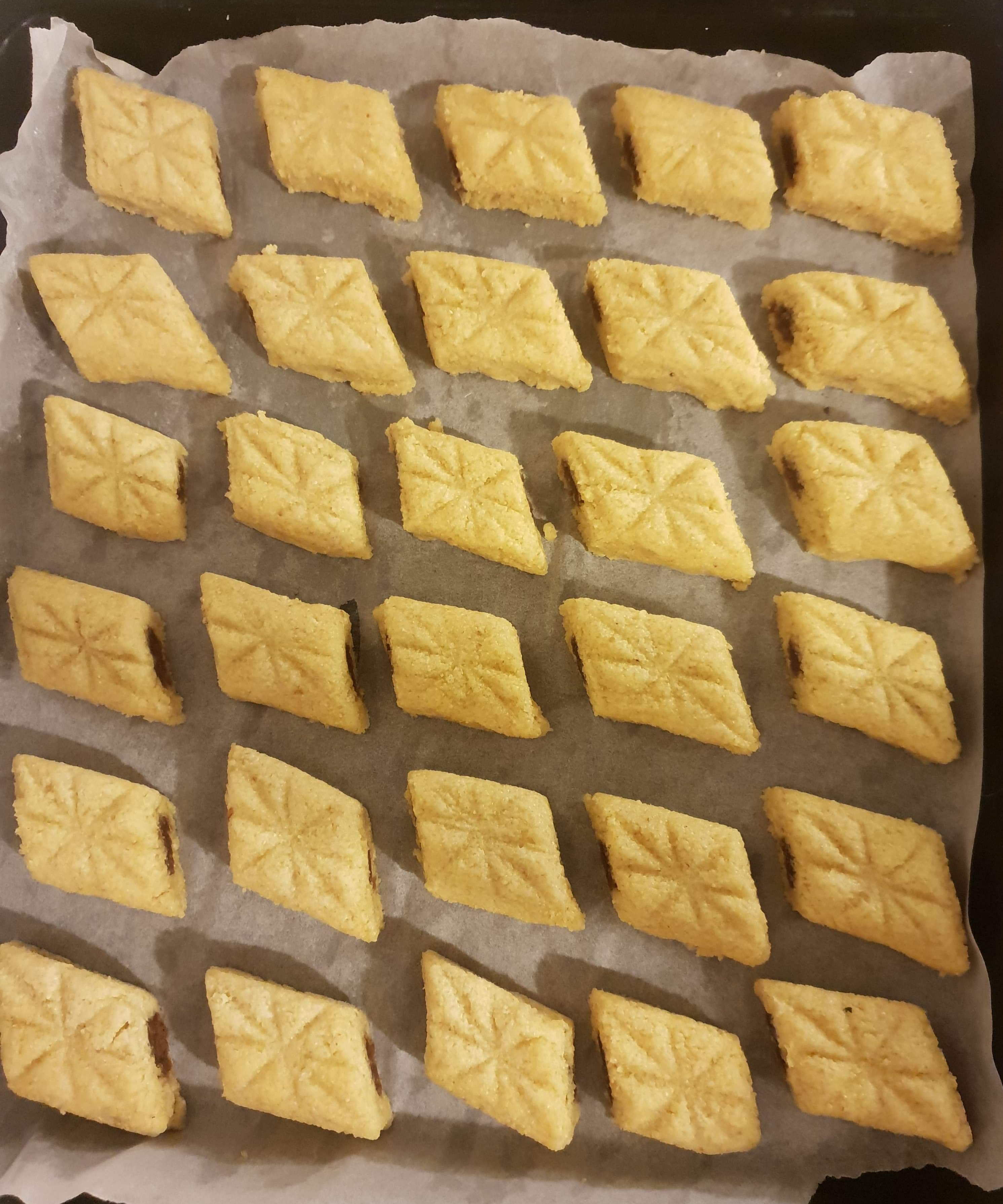
Makroudh en forme diamond.
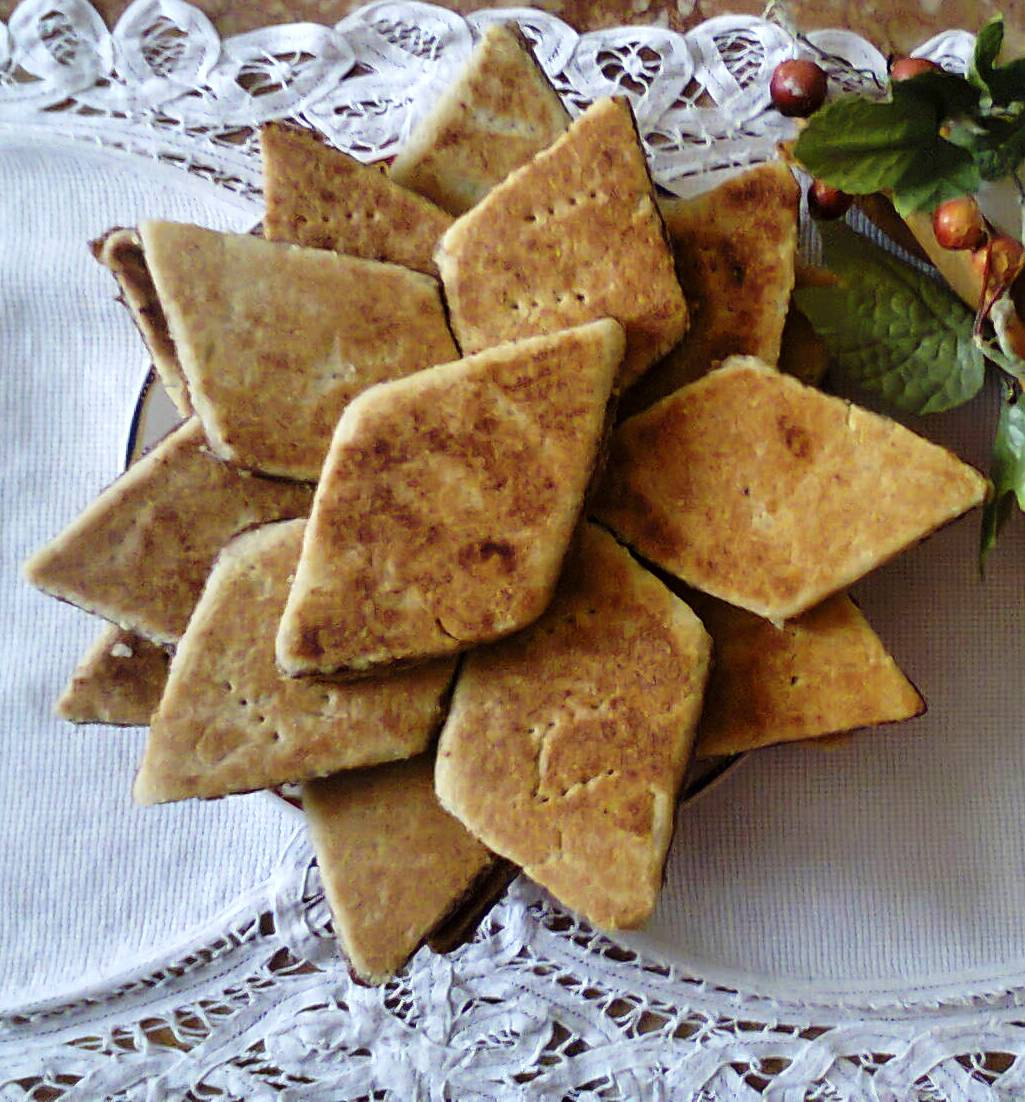
Mbardja en forme Diamond.
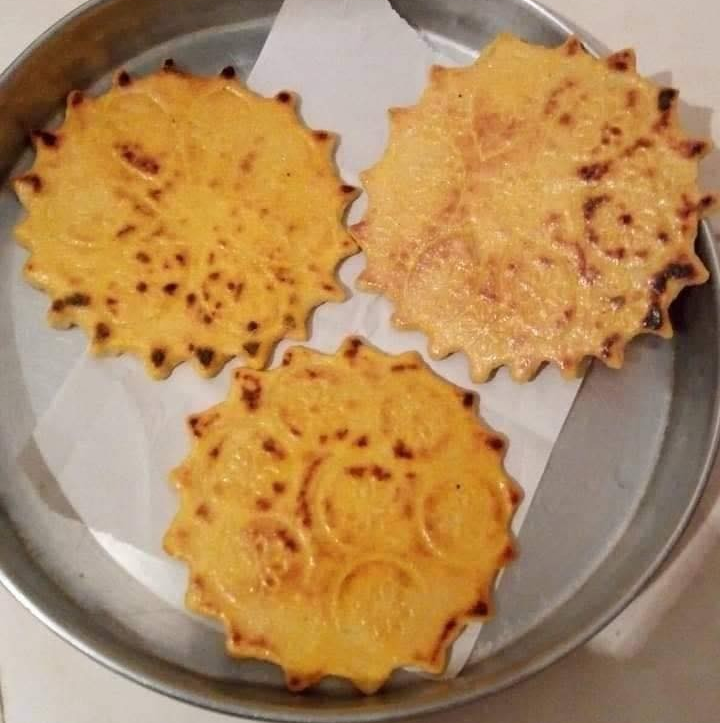
Aghrum 'ⴰⵖⵔⵓⵎ' dans la forme de soleil préparé durant Thafsuth pour symbolizer "Tafukt" la divinité solaire.
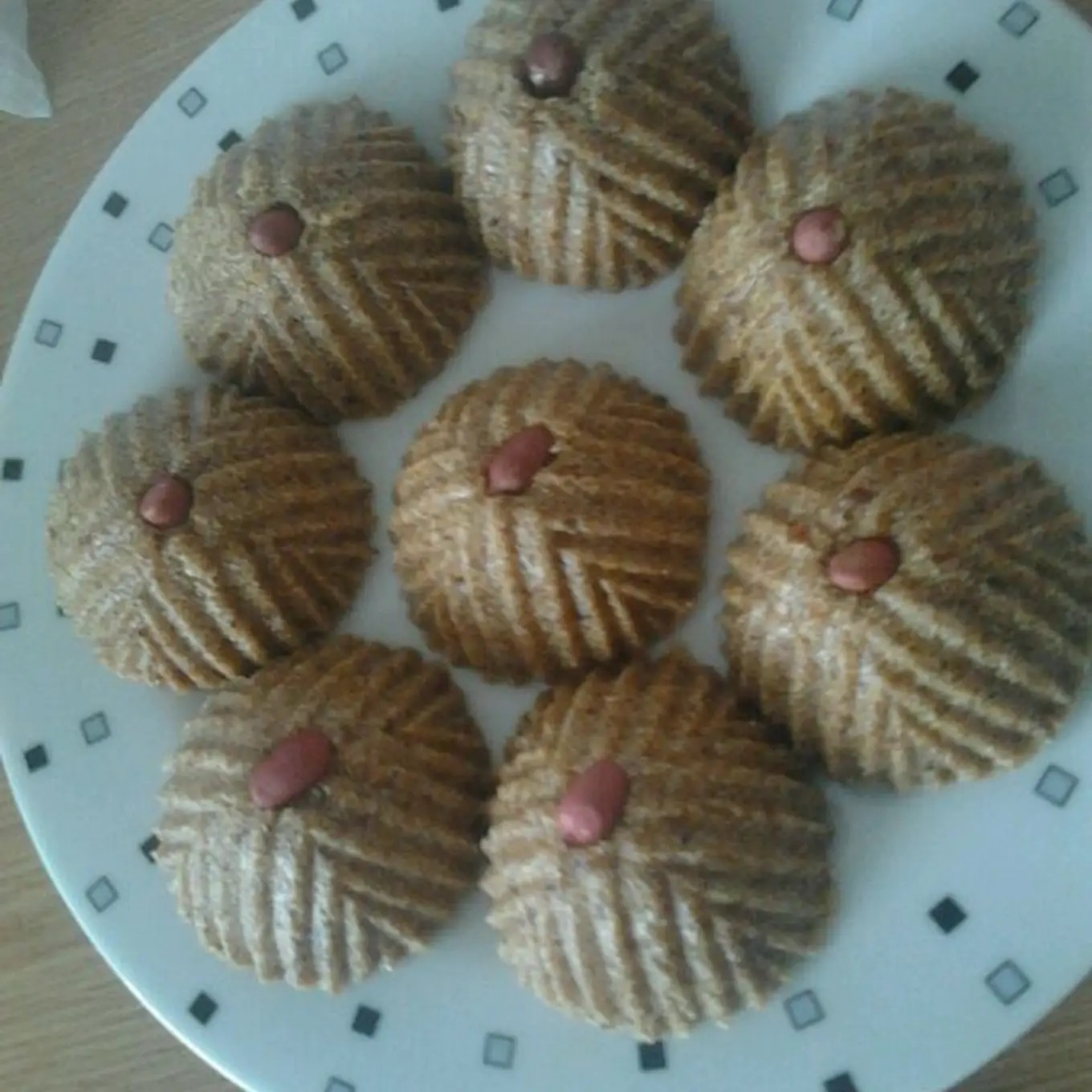
Tamina (Rfiss) biscuits aux dattes aux bords rugueux représentant le soleil.

### Nouvel an berbère
Comme la plupart des civilisations méditerranéennes, les populations berbères fêtent l'arrivée des nouvelles saisons et marquent ainsi le calendrier agraire. Parmi les principales fêtes est Yennayer, le nouvel an berbère, qui est encore célébré de nos jours par les populations berbères le 12 ou le 14 janvier de chaque année, qui correspond au 1er janvier du calendrier julien.

## Panthéon berbère dans autres cultures

### Partagé avec les Égyptiens
Nombre de dieux et déesses de l'Antiquité (tels que le dieu Ammon) proviennent de la Libye antique[réf. nécessaire] et de la mythologie égyptienne, partageant de nombreux traits en commun avec les croyances berbères. Les Berbères anciens vénéraient Isis et Seth, comme le montre ce passage d'Hérodote : « Les Libyens ne mangent point de vaches, non plus que les Égyptiens, et ne se nourrissent point de porcs. Les femmes de Cyrène ne se permettent pas non plus de manger de la vache, par respect pour la déesse Isis, qu'on adore en Égypte ; elles jeûnent même, et célèbrent des fêtes solennelles en son honneur. Les femmes de Barce non seulement ne mangent point de vache, mais elles s'abstiennent encore de manger de la chair de porc. »
Osiris était lui aussi vénéré en Libye, et pour Budge (et d'autres universitaires), Osiris serait d'origine libyenne : « Toutes les sources connues concernant Osiris montrent que c'était à l'origine un dieu de l'Afrique nord-orientale, peut-être de Libye. »
De leur côté, les Égyptiens reconnaissaient l'origine libyenne de Neith, venu selon leur mythologie depuis la Libye (culte de la déesse Nit ou Tinnit) pour s'établir dans le delta du Nil. Certains portraits de dieux égyptiens, comme Ament, les montrent pourvus d'attributs et bijoux typiquement berbères.
Le dieu commun le plus remarquable est Ammon, peut-être le plus important des dieux berbères. Honoré par les Grecs de Cyrénaïque, les Égyptiens l'ont unifié à Seth sous l'influence libyenne. Le plus grand temple libyen dédié à Ammon est celui de l'oasis Siwa. Les noms Garamantes et Nasamons, désignant deux tribus berbères antiques, pourraient également provenir du nom de ce dieu.

### Partagé avec les Phéniciens
Les Phéniciens, fondateurs de Carthage en -814, se sont retrouvés à partir de cette date en contact avec les Berbères. Dans un premier temps, ils ont conservé leurs dieux (dont les deux principaux étaient Baal et Astarté) et ont évité ceux des Libyens. Cependant, après la défaite d'Himere, les Carthaginois s'allient avec les Berbères, et leurs mythologies tendent à se confondre : le dieu libyen Ammon devient Baal-Hammon pour les Carthaginois. Et malgré les malentendus à ce sujet, les spécialistes tendent à s'entendre sur les origines nord-africaines de la déesse Tanit, déesse berbère de la fertilité, adoptée par les Phéniciens puis par les Romains qui l'associèrent à Junon[réf. nécessaire].

### Partagé avec les Grecs
Les Berbères et les Grecs de l'Antiquité sont entrés en contact en Cyrénaïque. Là aussi, les influences ont été réciproques. Leurs relations, d'abord marquées par la paix, connaissent un tournant après la bataille d'Irassa en -570.

#### Avant la bataille d'Irassa (-570)
Le premier aspect notable de l'influence libyenne sur les croyances gréco-cyrénaïques est le nom « Cyrénaïque » lui-même. À l'origine, celui-ci désigne une figure légendaire berbère, une femme guerrière, connue aussi sous le nom de « Cyre ». Selon la légende, Cyre était une courageuse chasseuse de lion. Les émigrants grecs en firent, aux côtés d'Apollon, leur déesse protectrice.
Les Gréco-Cyrénaïques semblent également avoir adopté quelques habitudes et coutumes libyennes, car il ne leur était pas interdit d'épouser des femmes berbères. Hérodote (Book IV 120) rapporte que les Libyens ont appris aux Grecs la manière d'harnacher quatre chevaux à un attelage. Les Grecs de Cyrénaïque construisirent notamment des temples pour le dieu libyen Ammon, au lieu de leur dieu habituel Zeus. Plus tard, ils assimilèrent Zeus au dieu Ammon. Et certains d'entre eux continuèrent à vénérer Ammon. Le culte de ce dieu se propageait tellement parmi les Grecs, que même Alexandre le Grand se déclara « fils de Zeus » dans le temple de Siwa, lequel était dédié au dieu Ammon.
Les historiens de l'Antiquité mentionnent que plusieurs divinités grecques étaient d'origine libyenne. Athéna, la fille de Zeus, était considérée par plusieurs historiens anciens de la même manière qu'Hérodotus, pour avoir été d'origine libyenne. Ces historiens affirment notamment qu'à l'origine, celle-ci était honorée par les Libyens autour du lac Tritonis où, selon la légende libyenne, elle était née du dieu Poséidon. Hérodote écrivit qu'Aegis et les vêtements d'Athéna étaient typiquement ceux des femmes berbères. L'historien prétend même que Poséidon (le dieu grec de la mer) a été adopté par les Grecs et qu'à l'origine, il serait un dieu libyen. Il insiste sur le fait que personne ne vénérait Poséidon autant que les Libyens qui diffusaient son culte : « (...) leurs noms viennent des Pélasges ; j'en excepte Neptune, dont ils ont appris le nom des Libyens ; car, dans les premiers temps, le nom de Neptune n'était connu que des Libyens, qui ont toujours pour ce dieu une grande vénération. »
D'autres divinités sont liées à la Libye. Les Grecs en faisaient provenir Lamia, Méduse, la Gorgone et Triton. Ils croyaient également que les Hespérides étaient localisées dans la partie ouest de l'ancienne Libye. Le dieu Atlas, père des Hespérides, est associé par Hérodote aux montagnes de l'Atlas, que les Berbères vénéraient.

#### Après la bataille d'Irassa

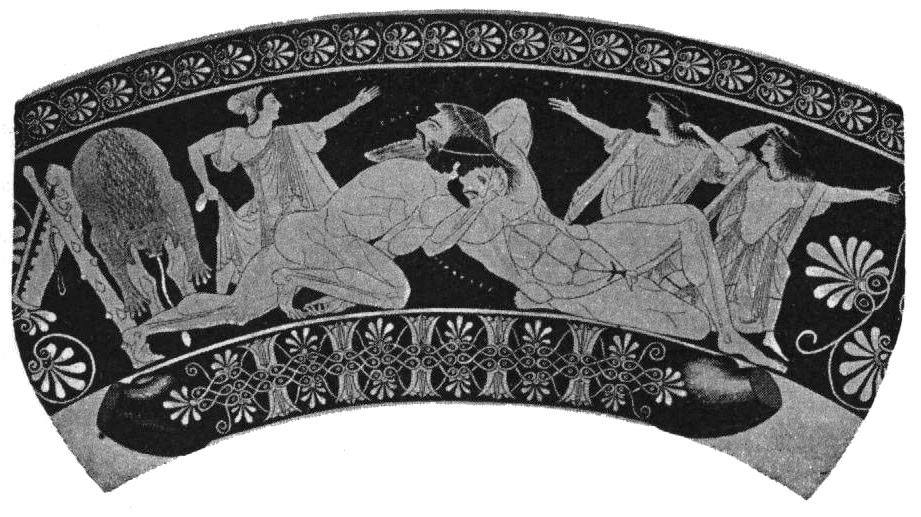
On représente Antée avec de longs cheveux et une longue barbe, contrairement à Héraclès.

Les bonnes relations entre Grecs et Libyens commencèrent à se détériorer sous le règne de Battus II. Battus II commença à inviter d'autres groupes grecs à venir en Libye, ce que ses sujets considérèrent comme une menace qui devait cesser. Les Berbères commencèrent à se battre contre les Grecs, avec parfois l'aide des Égyptiens ou des Carthaginois. Mais les Grecs gagnaient toujours.
Pour certains historiens, le mythe d'Antée est le reflet de ces guerres gréco-libyennes. Selon la légende, Antée était l’invisible protecteur des Libyens, le fils de Poséidon et de Gaïa, et le mari de la déesse berbère Tingis. Il protégeait les terres berbères jusqu'à ce qu'il fût défait par le héros grec Héraclès, qui prit Tingis pour femme et enfanta Sophax, dont quelques rois libyens, tel Juba I, revendiquaient la descendance. Bien que certaines sources le fissent roi d'Irasse, Plutarque rapporte que les Libyens l'enterrèrent à Tanger : « C'est là, [à Tanger,] disent les Africains, qu'Antée est enterré. Sertorius, qui n'ajoutait pas foi à ce que les Berbères disaient de la taille démesurée de ce géant, fit ouvrir son tombeau, où il trouva, dit-on, un corps de soixante coudées. » L'iconographie grecque distingue clairement Antée des Grecs en lui faisant porter de longs cheveux et une longue barbe, attributs typiques des Libyens de l'est.

### Partagé avec les Romains

#### Avant la romanisation: les dieux guerriers berbères

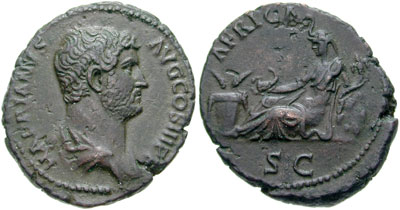
As d'Hadrien (136), représentant sur l'avers Africa, portant une dépouille d'éléphant, tenant un scorpion et une corne d'abondance, un modius de blé à ses pieds.

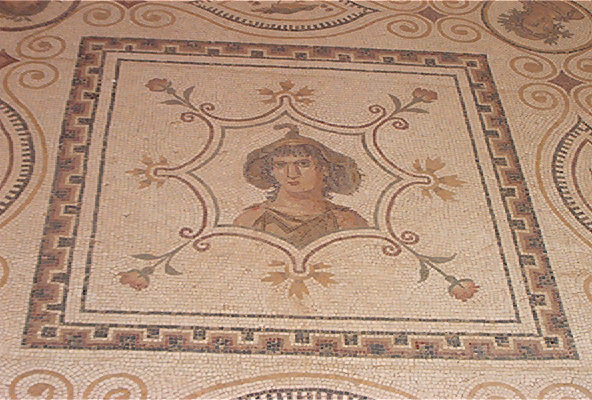
Mosaïque de la Domus Africa de Thysdrus

Les divinités guerrières des Berbères étaient Agurzil et Ifri (orthographiée aussi Ifru). Afrique dériverait d'Ifri.
Ifri, déesse de la guerre, très influente en Afrique du Nord, était considérée comme la protectrice des marchands et figurait à ce titre sur les pièces de monnaie berbères. Pline l'Ancien écrit qu'en Afrique, personne ne prenait de décision sans invoquer Africa (nom latin d'Ifri). Après la conquête romaine, elle figurait toujours sur les pièces.
Afrique ou Africa provient de Ifren, Ifri est une divinité berbère , le pluriel est Ifren.
La traduction ou l'emprunt latin nous donne Africa (Afrique) qui a été une déesse Berbère avant la conquête des Romains. Dea Africa signifie déesse Africa et représente un symbole à l'époque romaine. Et aussi Ifri désigne les populations locales des Afers. Ifri symbolise les rites dans les cavernes pour protéger les commerçants. La grotte non loin de Constantine à Guechguech et la pièce de monnaie romaine indiquent le mythe de la protection. Ifri était une déesse solaire et à ce titre un dieu des cavernes et protecteur du foyer. Ifri est une sorte de Vesta Berbère.
Gurzil (ou Agurzil) est une divinité à la tête de taureau, fils d'Ammon. Corippus mentionne un certain Laguatan, grand prêtre de Gurzil, combattant les Byzantins, qui l'auraient tué alors qu'il tentait de s'enfuir avec les icônes de Gurzil. Parmi les ruines de Ghirza, en Libye, se trouve un temple qui est peut-être dédié à Gurzil — d'où par ailleurs pourrait provenir le nom de la cité.

#### L'influence romaine
Lorsque l'Afrique du Nord est rattachée à l'Empire romain, les Berbères commencent à vénérer les divinités romaines, comme Jupiter, appelé Mastiman, et rapproché d'Ammon. Saturne était également très craint, et, selon Tertullien, les Carthaginois le vénéraient par des sacrifices d'enfants. Les historiens rapprocheraient ce culte de celui plus ancien, phénicien, de Baal plutôt que de Saturne à proprement parler.
Lorsque Septime Sévère, d'origine libyenne, devient empereur, le culte de Tanit est introduit à Rome.

### Autres

#### Aenon
Dieu et en même temps génie du municipe d'Avedda, ou Medda (Henchir Bedd) en Zeugitane, connu par une inscription découverte par L AAaurin et J. Peyras. Ce dieu Aenon, inconnu ailleurs, porte curieusement un nom d'aspect grec, on songe à ’αείναoς (pérenne, éternel) mais les chercheurs rejettent cette origine qui s'expliquerait difficilement. On ne voit pas, en effet, par quel cheminement un dieu grec inconnu aurait pu devenir le génie d'un obscur municipe de l'Afrique intérieure. Les auteurs préfèrent y voir une divinité portant un nom libyque, à moins qu'il ne s'agisse d'un nom punique (cf Hannon) latinisé.